# Black Mountain Golf Club Hua Hin
De Black Mountain Golf Club Hua Hin is een golfclub in Hua Hin, Thailand. 
De Black Mountain golfbaan werd door Phil Ryan van Pacific Coast Design ontworpen en in 2007 geopend. Er is een glooiende 18 holesbaan en een clubhuis met een ondergrondse parkeerplaats en uitzicht op de baan en de beboste bergen. In 2011 werd de par-3 baan met negen holes geopend.
De Asian Golf Monthly bekroonde de baan in 2011 als de beste in de Asia Pacific, de US Golf Digest heeft de baan in 2012 in haar top-100 staan.

## Toernooien
- Black Mountain Masters: 2009, 2010
- Royal Trophy: 2011
- King’s Cup Golf Hua Hin: 2014

Eind 2013 werd een contract afgesloten tussen de club en de Aziatische Tour dat de King's Cup nog vijf jaar op Black Mountain zal worden gespeeld met een prijzengeld van US$ 1.000.000 per jaar.